# Jerry Dawson (Fußballspieler, 1909)
James „Jerry“ Dawson (* 30. Oktober 1909 in Falkirk; † 19. Januar 1977 ebenda) war ein schottischer Fußballtorhüter und -trainer.

## Karriere

### Verein
Jerry Dawson, der in Falkirk geboren wurde, begann seine Karriere bei den Camelon Juniors im gleichnamigen Stadtteil. Seinen Spitznamen Jerry erhielt er durch den englischen Torhüter Jeremiah „Jerry“ Dawson der beim FC Burnley über 500 Pflichtspiele absolviert hatte. Im November 1929 unterschrieb Dawson einen Vertrag bei den Glasgow Rangers. Dort blieb er die nächsten 16 Jahre unter Vertrag und gewann mit der Mannschaft siebenmal die Schottische Meisterschaft und dreimal den Pokal. Nach dem Zweiten Weltkrieg war er vier Jahre beim FC Falkirk aktiv.
Nach einer kurzen Zeit als Journalist bei der Daily Record, wurde er im Juli 1953 Trainer des FC East Fife. Den Verein führte er in seinem ersten Jahr zum Sieg im Ligapokal. Im Juli 1958 verließ er das Team, nachdem es den Abstieg in die Zweite Liga hinnehmen musste.
Nach seinem Tod im Jahr 1977 wurde Dawson posthum in die Hall of Fame der Rangers gewählt. Dawson erhielt den Spitznamen „Der Prinz im Gelben Trikot“, weil die Rangers traditionell ein gelbes Torwarttrikot trugen.

### Nationalmannschaft
Als Stammtorhüter der Glasgow Rangers debütierte Dawson am 20. Oktober 1934 in der schottischen Nationalmannschaft im Länderspiel gegen Nordirland im Windsor Park von Belfast. In seinem sechsten Länderspiel am 17. April 1937 gegen England im Hampden Park von Glasgow wurde mit 149.547 Besuchern ein bis heute bestehender europäischer Zuschauerrekord bei einem Fußball-Länderspiel aufgestellt.

## Erfolge
mit den Glasgow Rangers:
- Schottischer Meister (7): 1930, 1931, 1933, 1934, 1935, 1937, 1939
- Schottischer Pokalsieger (5): 1930, 1932, 1934, 1935, 1936

mit Schottland:
- British Home Championship (2): 1936, 1939